# Чемпионат мира по шорт-треку среди юниоров 2010
Чемпионат мира по шорт-треку среди юниоров 2010 года проходил с 8 по 10 января в Тайбэе (Тайвань).
Чемпионат включает в себя четыре дистанции — 500, 1000, 1500 и 1500 метров — суперфинал. На дистанциях сначала проводятся предварительные забеги, затем лучшие шорт-трекисты участвуют в финальных забегах. Чемпионом мира становится спортсмен, набравший наибольшую сумму очков по итогам четырёх дистанций. В случае равенства набранных очков преимущество отдаётся спортсмену занявшему более высокое место в суперфинале на дистанции 1500 м. Также проводятся с 2001 года эстафеты у девушек и у юношей на 2000 м. С 2019 года абсолютный чемпион не разыгрывается.

## Общий медальный зачёт
| Место | Страна           | Золото | Серебро | Бронза | Всего |
| ----- | ---------------- | ------ | ------- | ------ | ----- |
| 1     | Республика Корея | 9      | 4       | 5      | 18    |
| 2     | Канада           | 1      | 4       | 2      | 7     |
| 3     | Китай            | 0      | 2       | 2      | 4     |
| 4     | Великобритания   | 0      | 0       | 1      | 1     |
| 5     | Япония           | 0      | 0       | 1      | 1     |

## Медалисты

### Юноши
| Дисциплина        | Золото                           | Серебро                                                    | Бронза                                  |
| ----------------- | -------------------------------- | ---------------------------------------------------------- | --------------------------------------- |
| 500 м             | Михаил Джонхан Чхой Канада       | Антуан Желина-Больё Канада                                 | У Дацзин Китай                          |
| 1000 м            | Но Джин Гю Республика Корея      | Антуан Желина-Больё Канада                                 | Пак Се Ён Республика Корея              |
| 1500 м            | Но Джин Гю Республика Корея      | Ким Сун Хан Республика Корея                               | Джек Уэлборн Великобритания             |
| 1500 м суперфинал | Пак Се Ён Республика Корея       | Антуан Желина-Больё Канада                                 | Ким Сун Хан Республика Корея            |
| Многоборье        | Но Джин Гю Республика Корея      | Антуан Желина-Больё Канада                                 | Пак Се Ён Республика Корея              |
| Эстафета-2000 м   | Пак Се Ён Но Джин Гю Ким Сун Хан | Антуан Желина-Больё Михаил Джонхан Чхой Пьер-Оливье Ганьон | Ёсиаки Огуро Кейта Ватанабэ Сота Уемура |

### Девушки
| Дисциплина        | Золото                                                                  | Серебро                                 | Бронза                                                 |
| ----------------- | ----------------------------------------------------------------------- | --------------------------------------- | ------------------------------------------------------ |
| 500 м             | Чхве Джи Хён Республика Корея                                           | Фань Кэсинь Китай                       | Ли Дань Китай                                          |
| 1000 м            | Чхве Джи Хён Республика Корея                                           | Ли Ми Ён Республика Корея               | Сон Джэ Вон Республика Корея \| Лори Марсо Канада      |
| 1500 м            | Чхве Джи Хён Республика Корея                                           | Сон Джэ Вон Республика Корея            | Ли Ми Ён Республика Корея                              |
| 1500 м суперфинап | Ли Ми Ён Республика Корея                                               | Сон Джэ Вон Республика Корея            | Чхве Джи Хён Республика Корея                          |
| Многоборье        | Чхве Джи Хён Республика Корея                                           | Ли Ми Ён Республика Корея               | Сон Джэ Вон Республика Корея                           |
| Эстафета-2000 м   | Республика Корея · Чхве Джи Хён · Ли Ми Ён · Сон Джэ Вон · Хван Хён Сун | Фань Кэсинь Ли Дань Линь Мэн Чжан Шаоян | Сабрина Буржела Кристи Шубридж Лори Марсо Кен Моррисон |